# Эскадренные миноносцы типа «Ирокез»
Тип «Ирокез» (англ. Iroquois class, фр. Classe Iroquois) — серия канадских эсминцев-вертолётоносцев 1970-х годов. В соответствии с общей направленностью ВМС Канады, эсминцы этого типа были созданы для обеспечения противолодочной обороны и базировались на корпусе отменённой серии многоцелевых фрегатов типа «Трайбл» (англ. Tribal Class).

## Технические характеристики
- Длина: 129,8 м
- Ширина: 15,2 м
- Осадка: 4,7 м
- Водоизмещение:
  - Нормальное: 3551 т
  - Полное: 4700 т (после модификации - 5100 т)
- Силовая установка:
  - до модификации:
    - 2x ГТД Pratt & Whitney FT4A2
    - 2x ГТД крейсерского хода Pratt & Whitney FT12AH3

  - после модификации:
    - 2x ГТД Pratt & Whitney FT4A2
    - 2x ГТД крейсерского хода Alison Engine Company 570-KF
- Мощность:
  - FT4A2 - 50000 л.с. (37000 кВт)
  - FT12AH3 - 7400 л.с. (5500 кВт)
  - 570-KF - 12700 л.с. (9400 кВт)
- Винты: 2
- Максимальная скорость: 29 узлов (53,7 км/ч)
- Дальность плавания: 7242 км на 20 узлах
- Экипаж: 285 (255 человек, в том числе 23 офицера и 30 человек авиагруппы, из них 9 офицеров)
- Вооружение:
  - 4x8 УВП Mk. 41 на 32 ЗРК Standard SM-2MR Block IIIA
  - 1x 76-мм OTO Melara Super Rapid
  - 1x 20-мм Phalanx CIWS Block 1
  - 2x3 324-мм ТА Mk. 32, выстреливающий торпеды Mk. 46 Mod 5
  - 2x 12,7-мм пулемета Browning M2
- Авиационная группа: 2 вертолета ПЛО Sikorsky CH-124 Sea King

## Строительство
В 1969—1973 годах были построены четыре корабля этого типа, получившие названия в честь индейских народов Канады.

## Представители
| Название             | Номер   | Судоверфь                 | Закладка        | Спуск на воду  | Вступление в строй | Судьба                                                      |
| -------------------- | ------- | ------------------------- | --------------- | -------------- | ------------------ | ----------------------------------------------------------- |
| Ирокез Iroquis       | DDG 280 | Marine Industries, Сорель | 15 января 1969  | 28 ноября 1970 | 29 июля 1972       | снят с вооружения 1 мая 2015, продан на металлолом          |
| Гурон Huron          | DDG 281 | Davie Shipbuilding, Лозон | 15 января 1969  | 3 апреля 1971  | 16 декабря 1972    | снят с вооружения 31 марта 2005, потоплен как мишень в 2007 |
| Атабаскан Athabaskan | DDG 282 | Davie Shipbuilding, Лозон | 1 июня 1969     | 27 ноября 1970 | 30 сентября 1972   | снят с вооружения 10 марта 2017, продан на металлолом       |
| Алгонкин Algonquin   | DDG 283 | Davie Shipbuilding, Лозон | 1 сентября 1969 | 23 апреля 1971 | 3 ноября 1973      | снят с вооружения 11 июня 2015, продан на металлолом        |

## Служба
В 1987—1995 годах эсминцы прошли глубокую модернизацию, заключавшуюся в установке нового вооружения, позволившего им выполнять задачи ПВО, а также установке новых двигателей, электроники и перестройке надстройки. Эсминцы типа «Ирокез» остаются на вооружении ВМС Канады на протяжении более чем 30 лет, один из них, «Атабаскан», принимал участие в войне в Персидском заливе. Один из эсминцев снят с вооружения в 2005 году, а еще 2 в 2015 году, один остается на вооружении по состоянию на 2016 год и ВМС Канады ведёт разработку замены.